# Te Amo (песня Рианны)
«Te Amo» (с исп. — «Я тебя люблю») — последний (третий международный и итоговый шестой) сингл поп и R’n’B-исполнительницы Рианны с её четвёртого студийного альбома Rated R. В песне задействована тематика однополой любви: лирическая героиня пытается бороться с тем, что стала объектом любви другой женщины. Песня получила высокие оценки от критиков.

## Отзывы критиков
Digital Spy поставил песне 4 из 5 баллов, охарактеризовав её как более спокойную (по сравнению с предыдущим европейским синглом «Rude Boy») сексуальную композицию с элементами латино. Издание Daily Review также поставило 4 балла, отметив выразительность Рианны в подаче тематики однополой женской любви.

## Видеоклип
Видеоклип снимался 29 — 30 апреля 2010 года в Замке Виньи, Франция. В клипе снялась французская топ-модель и актриса Летиция Каста. Премьера клипа состоялась 28 мая 2010 года. Режиссёром стал один из постоянных клипмейкеров Рианны Энтони Мэндлер.
Журнал Billboard охарактеризовал видеоклип как одно из самых сексуальных видео Рианны. В клипе Летиция Каста играет роковую женщину, которая пытается соблазнить Рианну.

## Список композиций
Цифровое издание
| №  | Название                                | Длительность |
| -- | --------------------------------------- | ------------ |
| 1. | «Te Amo» (альбомная версия)             | 3:28         |
| 2. | «Rude Boy» (Wideboys Stadium Radio Mix) | 3:16         |

## Позиции в чартах
В декабре 2009 «Te Amo» впервые попала в чарты. В Великобритании песня попала в основной чарт UK Singles Chart, а также в UK R&B Chart. В Европе песня добралась до 18 места. Песня вошла в чарты Канады и США, несмотря на то, что официально сингл там не издавался.

| Чарт                                        | лучший результат |
| ------------------------------------------- | ---------------- |
| Австралия (ARIA)                            | 22               |
| Австрия (Ö3 Austria Top 40)                 | 11               |
| Бельгия/Фландрия (Ultratop 50)              | 10               |
| Бельгия/Валлония (Ultratop 50)              | 15               |
| Brazilian Hot 100 Airplay                   | 12               |
| Болгария (IFPI)                             | 2                |
| Канада (Billboard Canadian Hot 100)         | 66               |
| Чехия (Rádio — Top 100)                     | 6                |
| Дания (Tracklisten)                         | 22               |
| Европа (Billboard European Hot 100 Singles) | 18               |
| Финляндия (Suomen virallinen lista)         | 14               |
| Франция (SNEP Téléchargements)              | 8                |
| Германия (GfK)                              | 11               |
| Венгрия (Rádiós Top 40)                     | 7                |
| Венгрия (Single Top 40)                     | 6                |
| Ирландия (IRMA)                             | 16               |
| Италия (FIMI)                               | 7                |
| Нидерланды (Dutch Top 40)                   | 31               |
| Норвегия (VG-lista)                         | 12               |
| ZPAV                                        | 3                |
| Scottish Singles Chart                      | 21               |
| Словакия (Rádio — Top 100)                  | 34               |
| Швеция (Sverigetopplistan)                  | 48               |
| Швейцария (Schweizer Hitparade)             | 9                |
| Великобритания (OCC UK Singles)             | 14               |
| Великобритания (OCC UK Hip Hop/R&B)         | 5                |

| Чарт (2010)              | Позиция |
| ------------------------ | ------- |
| European Hot 100 Singles | 81      |
| Media Control AG         | 48      |
| Swiss Singles Chart      | 43      |

| Страна       | Статус  |
| ------------ | ------- |
| Австралия    | Золотой |
| Италия(FIMI) | Золотой |
| Швейцария    | Золотой |

| Страна         | Дата         | Формат               | Лейбл           |
| -------------- | ------------ | -------------------- | --------------- |
| Австралия      | 8 июня 2010  | цифровая дистрибуция | Universal Music |
| Италия         | 8 июня 2010  | цифровая дистрибуция | Universal Music |
| Новая Зеландия | 8 июня 2010  | цифровая дистрибуция | Universal Music |
| Германия       | 11 июня 2010 | CD                   | Universal Music |